# 小行星5240
小行星5240（5240 Kwasan）是一颗围绕太阳公转的小行星。1990年12月7日，鈴木憲藏、浦田武在丰田市发现了此天体。
这颗小行星的绝对星等为185.88608等。